# 41e fauteuil
Le « 41e fauteuil » est une expression imaginée par l’écrivain Arsène Houssaye en 1855 dans la presse, puis dans son ouvrage L’histoire du 41e fauteuil de l’Académie française. Elle désigne les écrivains qui n’ont pu, pour diverses raisons (par exemple parce que leur candidature a été rejetée, qu'ils n’ont pas été candidats ou qu'ils sont morts prématurément), être reçus à l’Académie française.
Maurice Genevoix ajouta d’autres auteurs à cette liste, complétant pour la postérité celle de l’Académie qui entend limiter le « génie » de la France à quarante noms.
Occasionnellement et en particulier lors de l'accumulation de sièges vacants, les milieux littéraires bruissent de noms divers.

## Liste originale d'Arsène Houssaye
Arsène Houssaye a dressé deux listes d’auteurs, parmi eux :
- René Descartes
- Jean de Rotrou
- Pierre Gassendi
- Paul Scarron et son épouse Madame de Maintenon
- Blaise Pascal
- Molière
- Cardinal de Retz
- François de La Rochefoucauld
- Antoine Arnauld
- Pierre Nicole
- Charles de Saint-Évremond
- Louis Bourdaloue
- Pierre Bayle
- Jean-François Regnard
- Louis XIV
- Nicolas Malebranche
- Antoine Hamilton
- Charles Dufresny
- Dancourt
- Jean-Baptiste Rousseau
- Marquis de Vauvenargues
- Alain-René Lesage
- Henri François d'Aguesseau
- Saint-Simon
- Abbé Prévost
- Jacques Clinchamps de Malfilâtre
- Claude-Adrien Helvétius
- Alexis Piron
- Crébillon fils
- Jean-Jacques Rousseau
- Nicolas Gilbert
- Denis Diderot
- Gabriel Bonnot de Mably
- Mirabeau
- Camille Desmoulins
- André Chénier
- Abbé Raynal
- Beaumarchais
- Antoine de Rivarol
- Napoléon Ier
- Charles Hubert Millevoye
- Joseph de Maistre
- Marc-Antoine-Madeleine Désaugiers
- Paul-Louis Courier
- Benjamin Constant
- Armand Carrel
- Hégésippe Moreau
- Théodore Jouffroy
- Stendhal
- Étienne Pivert de Senancour
- Frédéric Soulié
- Honoré de Balzac
- Xavier de Maistre
- Félicité Robert de Lamennais
- Gérard de Nerval
- Pierre-Jean de Béranger
- Eugène Sue
- Auguste Brizeux
- Henry Murger
- Léon Gozlan
- Alexandre Dumas père
- Théophile Gautier
- Jules Michelet et Edgar Quinet
- George Sand
- Paul de Saint-Victor

## Ajout de Maurice Genevoix
L’écrivain Maurice Genevoix a ajouté quelques noms à la liste :
- Jules Barbey d'Aurevilly
- Charles Baudelaire
- Gustave Flaubert
- André Gide
- Stéphane Mallarmé
- Guy de Maupassant
- Charles Péguy
- Marcel Proust
- Paul Verlaine
- Émile Zola